# Спартанси Сарајево
Спартанси Сарајево су босанскохерцеговачки клуб америчког фудбала из Сарајевa. Основани су 2011. године и први су клуб у својој држави. Такмиче се тренутно у регионалној ААФЛ лиги.